# Contraguardia de San Francisco Javier
El Contraguardia de San Francisco Javier es un contraguardia del siglo XVII situada en la ciudad española de Ceuta. Está situado en el extremo norte de la tecra línea de las Murallas Reales.

## Historia
En abril de 1702 se coloca una estacada delante del Semibaluarte de Santa Ana para mejorar su defensa, que en 1717 es convertida en la contraguardia actual. A partir de 1720 cobró una gran importancia, al ser uno de los lugares desde donde se iniciaban las operaciones contra los enemigos.

## Descripción
De planta casi rectangular, cuenta con un adarve, al que se sube por una rampa adosada al Semibaluarte de Santa Ana, que a su vez cierra la Plaza de Armas por el sur, horadado en fechas recientes para dar acceso a la avenida de Martínez Catena. Bajo su adarve cuenta con cinco naves de bóvedas de medio punto.